# Mario Anzidei
Mario Anzidei (Roma, 13 aprile 1945) è un cantante italiano.

## Biografia
Mario Anzidei nasce a Roma il 13 aprile del 1945. Il padre lavorava presso la Croce Rossa Italiana mentre la madre era casalinga. Cresciuto nel quartiere Prenestino con i genitori e il fratello maggiore Lorenzo, si iscrisse al Conservatorio di Santa Cecilia e contemporaneamente iniziò l'attività di cantante: partecipando al Festival di Cassano Ionico entrò in contatto con il maestro Nello Segurini, effettuando molti spettacoli con lo pseudonimo Johnny Paradiso, senza ottenere risultati concreti.
Tornato al suo nome di battesimo, conobbe il maestro Carlo Arden, che lo seguì e lo convinse a iscriversi alla quarta edizione del Festival degli sconosciuti di Ariccia, che vinse il 26 agosto del 1964, ottenendo come riconoscimento una targa e un contratto discografico con la ARC, etichetta distribuita dalla RCA Italiana, iniziando finalmente la sua carriera musicale come cantante.
Due mesi dopo, partecipa con l'accompagnamento musicale dei Rokes alla prima edizione del Festival delle rose interpretando Non m'importa, che diventa uno dei suoi pezzi più celebri, scritto da Ferruccio Merk-Ricordi e composto dal noto cantautore ferrarese Gianni Meccia. Successivamente, il brano verrà inserito in una raccolta della BMG intitolata Piper Club, in cui per errore il nome di Anzidei verrà omesso, attribuendo la canzone ai Rokes e presentandola come un inedito per la loro carriera musicale.
Sempre nello stesso anno coglie il grande successo con I minuti contati, brano dedicato alle mamme e composto da Sergio Tidei e Antonio Primavera, nonché lato B del singolo Non m'importa.
Nel 1965 partecipa alla quarta edizione del Cantagiro cantando Non ti perdonerò, brano con cui ebbe un discreto successo, scritto da Carlo Arden, Fausto Failla, Walter Rizzati e Antonio Mari.
Nello stesso periodo musicale partecipa in Brasile al Festival Juvenil da Canção Italiana  con Riccardo Del Turco, Stelvia Ciani, Giancarlo Guardabassi e Jenny Luna con il raggiungimento di un grande ascolto da parte del pubblico.
Passa poi alla Ri-Fi per cui pubblica a dicembre 1966 il 45 giri Sette.../L'amore muove le montagne; parte poi per il servizio militare.
Nel 1969 esordisce alla casa discografica Parade realizzando il brano Tu non tornerai, che diventa il suo più grande successo e che viene utilizzato come colonna sonora del film Il magnaccio diretto dal regista Franco De Rosis. Il lato B di quest'ultimo successo è intitolato La ballata del principino, un'altra sua canzone di discreto ascolto ispirata ad una scena del film del regista De Rosis.
Nel 1993 partecipa alla sedicesima edizione del festival del Cantamare interpretando la celebre canzone Bravo del cantautore toscano Pupo. Ripete l'esperienza siciliana l'anno successivo cantando Sarà perché ti amo, popolarissima canzone dei Ricchi e Poveri.
Dopo vari concerti in Italia e all'estero, concluse la sua carriera musicale nel 1996 attraverso un suo concerto a Roma.

## Discografia

### Singoli
- 1964 - Non m'importa/I minuti contati (ARC, AN 4024))
- 1965 - Non ti perdonerò/Non ci credo (ARC, AN 4053)
- 1966 - Sette.../L'amore muove le montagne (Ri-Fi,  RFN NP 16157)
- 1969 - Tu non tornerai/La ballata del principino (Parade, PRC 5080)

### Colonne sonore
- 1969 - Tu non tornerai per il film Il magnaccio